# Pyramide
La cosiddetta "Pyramide" (letteralmente: "piramide") è un edificio residenziale di Berlino, sito nel quartiere di Schöneberg. Importante esempio di architettura degli anni settanta del XX secolo, è posto sotto tutela monumentale (Denkmalschutz).

## Storia
L'edificio fu costruito dal 1970 al 1971 su progetto di Fridtjof Schliephacke, con la collaborazione di Wilfried Wurst.
Nel 2017 venne posto sotto tutela monumentale (Denkmalschutz).

## Caratteristiche
L'edificio, posto parallelamente alla Kleiststraße sul lato nord, si compone di due corpi di fabbrica distinti ma adiacenti: lungo la strada un corpo a tre piani, che ospita esercizi commerciali; in posizione retrostante il corpo di fabbrica principale, di altezza crescente fino a un massimo di 14 piani.
Le facciate oblique, poste sui lati corti, risultano dalla sovrapposizione delle ampie terrazze sfalsate annesse agli appartamenti; l'immagine inconsueta dell'edificio si configura come landmark importante per questo tratto dell'asse stradale del Generalszug.
A nord dell'edificio si apre un ampio giardino: la configurazione complessiva unisce pertanto un'alta densità edilizia con un'alta dotazione di spazi verdi, secondo un principio tipico dell'architettura moderna.